# Holomelina treatii
Holomelina treatii là một loài bướm đêm thuộc phân họ Arctiinae, họ Erebidae.